# I Can’t Stand It
«I Can’t Stand It» — первый сингл Эрика Клэптона с его альбома 1981 года Another Ticket. На виниловой пластинке в качестве исполнителя было указано Eric Clapton and His Band. Она также использовалась во время перерывов на радиошоу Билли О’Рейли The Radio Factor.

## Рецензии
Критик музыкального журнала AllMusic Мэтью Гринвальд назвал песню «одним из главных хитов Клэптона начала 1980-х годов» и добавил, что «в этой песне он продолжает, по его словам, быть больше музыковедом, нежели музыкантом». Гринвальд утверждал, что «в тексте песне есть ядовитая ревность и что это одна из самых грамотных песен Клэптона того периода». Он завершил свою рецензию утверждением о том, что «в музыкальном плане некоторые классические смены аккордов, почти в стиле Booker T. & the M.G.’s, подчёркивают динамичность темпа, обеспечивая Клэптону огромный хит».
По словам Уильяма Рулмана из того же AllMusic, I Can’t Stand It «хорошо держится» (англ. held up well).
Помимо того, что песня стала поп-хитом сама по себе, добравшись до 10-й позиции на Billboard Hot 100, она также стала первой песней Клэптона, занявшей первую позицию в хит-параде рок-песен Billboard's Top Trackss, на которой она дебютировала в марте 1981 года. Она сохраняла позиции в чарте в течение двух недель. Песня достигла 15-й позиции в Канаде. К 1981 году Broadcast Music, Inc. насчитала более миллиона случаев вещания песни, что позволило Клэптону получить специальный сертификат.

## Хит-парады

### Недельные хит-парады
| Хит-парад (1981)                | Лучшая позиция |
| ------------------------------- | -------------- |
| Канада (CHUM)                   | 7              |
| Канада (RPM)                    | 15             |
| Франция (IFOP)                  | 62             |
| Израиль (IBA)                   | 1              |
| Италия (AFI)                    | 99             |
| Япония (Oricon)                 | 84             |
| США Billboard Hot 100           | 10             |
| США Mainstream Rock (Billboard) | 1              |